# SOKO J-22 Orao
SOKO J-22 Orao – jugosłowiański samolot myśliwsko-szturmowy opracowany w latach 70. XX wieku, przeznaczony głównie do bliskiego wsparcia powietrznego i zwiadu.
Samolot powstał w wyniku współpracy jugosłowiańskiego przedsiębiorstwa SOKO z rumuńskim Avioane Craiova. Jego rumuńskim odpowiednikiem jest samolot IAR-93 Vultur. 
W 2019 roku serbskie ministerstwo obrony rozpoczęło program kompleksowej modernizacji samolotów J-22. Serbia posiada obecnie kilkanaście sprawnych maszyn zgrupowanych w bazie Ladjevci. Ponadto pewna liczba maszyn została zakonserwowana w rezerwie.